# Коптос
Коптос, Кифт (араб. قفط‎; егип. Гебту; др.-греч. Κοπτός; рим. Юстинианополь) — небольшой город в египетской мухафазе Кена, расположенный примерно в 43 км к северу от Луксора, на восточном берегу Нила.

## История

### Древний Египет

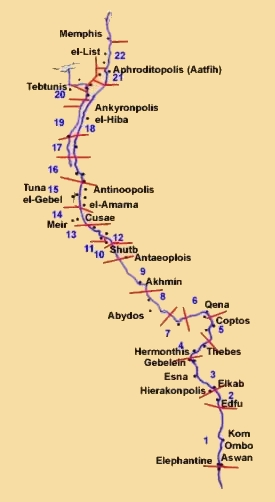
Номы Верхнего Египта.

В Древнем Египте, Кифт, известный тогда как Гебту, был важным правительственным, религиозным и торговым центром. Из Гебту и Куса были проведены торговые пути к Красному морю. Гебту был отправным пунктом для двух больших караванов, направляющихся к побережью Красного моря, один по направлению к порту Миос Хормос, а другой южнее, к порту Береника.
При местных фараонах вся торговля южного Египта с Красным морем проходила по этим двум путям.
Гебту был важным религиозным центром в области. Его главным богом был Мин, небесный бог, чьим символом был удар молнии. Его культ очень возрос во времена Среднего царства. В то время он стал отождествляться с Хором, как бог, Мин-Хор.
Исида и её младенец, Хор, были богами связанными с Гебту, который переименовали в Коптос во времена греко-римского периода.
Город был столицей V верхнеегипетского нома Нечеруи. Храмы Коптоса получали льготные грамоты от царей Египта. Так, при Пиопи I и Пиопи II, а также при их преемниках храмы Коптоса были освобождены от обязательств государственных поставок и общественных работ.

### Эллинистический Египет
При Птоломеях (IV—I века до н. э.), также как в римские и византийские времена, купцы следовали теми же дорогами, чтобы производить товарообмен на побережьях Занзибара и в Южной Аравии, Индии и Дальнем Востоке.
В VI веке Кифт был назван римским именем — Юстинианополь. Этот век считается концом Античности в Европе, после чего следовали Тёмные века.
В X веке арабский историк и географ Аль-Масуди в трактате «Промывальни золота и россыпи драгоценных камней» описал россыпи золота и изумрудов, расположенные между Красным морем и Нилом: «Изумрудная россыпь находится на юге Верхнего Египта в округе города Кифт, местность, где находятся изумруды, называется Ал-Харба. Это пустыня и горы, и ал-буджа стерегут это место, а тот, кто желает добыть изумруды, платит им за покровительство».
В XVI веке Коптос был разрушен Османской империей.

## Текст ЭСБЕ
Копт (греч. Κόπτος) — главный город 5-го верхнеегипетского нома (Панополь, по-египетски Кебти), стоявший у поворота Нила и бывший самым восточным из всех египетских городов. Находясь у входа в пустыню — на дороге, ближайшей к Вади-Хаммамату и Красному морю — он скоро сделался одним из самых оживлённых и богатых и центром торговли с кочевниками. Культ Мина, ифифаллической формы Гора и Амона. При Диоклетиане город был разрушен как центр возмущения. Будучи затем вновь отстроен и сделавшись резиденцией епископа, не смог подняться до прежнего значения; при Абульфеде (XIV в.) здесь был только маленький рынок. Впоследствии жители перебрались на час пути к западу, где теперь деревня Кефт.